# Fiat Brava
Fiat Brava (type 182) var en lille mellemklassebil bygget af Fiat Automobiles mellem september 1995 og august 2001. Brava var den lange femdørsversion; den 17 cm kortere tredørsversion hed Fiat Bravo. En sedan- og stationcarudgave blev i sommeren 1996 introduceret under navnet Fiat Marea. Sidstnævnte model havde større kofangere og bredere sporvidde.

## Modelhistorie
Fiat Brava blev sammen med Bravo valgt til Årets Bil i Danmark og Europa 1996. Forgænger for begge biler var Fiat Tipo.
Efter at Tipo i den første tid solgte rigtig godt på det europæiske marked, trak kunderne sig næsten helt tilbage efter de første, katastrofale kollisionstests. Det dramatiske fald i modellens salgstal satte Fiat-koncernen i store vanskeligheder. Fiat erkendte for sent, at Tipo ikke kunne forbedres tilstrækkeligt i sikkerhedsaspekterne til, at den kunne være konkurrencedygtig. Af denne grund blev modellerne Bravo og Brava introduceret, og er de hidtil hurtigst udviklede bilmodeller fra Fiat-koncernen.
Bilen blev udviklet i cirka to år fra de første tegninger til produktionsstarten. Det første mål var en tidssvarende sikkerhedsudrustning.
Brava (og Bravo) blev ikke nogen stor succes, dette kunne heller ikke en reklamekampagne med Michael Schumacher og Rubens Barrichello ændre på.
Efter en produktionstid på kun seks år blev Brava og Bravo i oktober 2001 afløst af Fiat Stilo. Modellen blev dog fortsat produceret i Egypten. I foråret 2007 blev Stilo afløst af en ny Bravo-generation, som kun fandtes som femdørs.
- Markant bagendeafslutning med tredelte lygter
- Fiat Brava (1998–2001)
- Bagfra

## Sikkerhed
Ved en kollisionstest udført af Euro NCAP i samarbejde med ADAC og ÖAMTC fik Brava kun to ud af fire mulige stjerner; passagerkabinen var stadigvæk for svag.
Det svenske forsikringsselskab Folksam vurderer flere forskellige bilmodeller ud fra oplysninger fra virkelige ulykker, hvorved risikoen for død eller invaliditet i tilfælde af en ulykke måles. I rapporterne Hur säker är bilen? er/var Bravo, Brava og Marea klassificeret som følger:
- 2005: Som middelbilen[7]
- 2007: Som middelbilen[8]
- 2009: Som middelbilen[9]
- 2011: Som middelbilen[10]
- 2013: Som middelbilen[11]
- 2015: Mindst 20% dårligere end middelbilen[12]

## Motorer
Sugedieselmotoren blev meget tidligt afløst af den første generation af turbodieselmotorer. Til modelår 1999 fik modellen en nyudviklet commonrail-dieselmotor. Samtidig blev den uelastiske og tørstige 1,4 12V-motor taget af programmet og afløst af en ny 1,2 16V-motor. Disse ændringer blev gennemført i rammerne af et facelift, hvor også mindre optiske detaljer og udstyrsvarianter blev ændret. Samtidig blev også sideairbags en del af standardudstyret.
Til modelår 2001 blev 1,8 16V-motoren taget af programmet, og de øvrige motorer blev modificeret for at kunne opfylde Euro3-normen.

### Tekniske data

#### Benzinmotorer
|                                      | 1.2 16V            | 1.2 16V            | 1.4 12V            | 1.4 12V            | 1.6 16V            | 1.6 16V               | 1.6 16V               | 1.8 16V             |
| Byggeår                              | 11/1998−8/2000     | 9/2000−8/2001      | 9/1995−10/1998     | 9/1995−10/1998     | 9/1995−10/1998     | 9/1995−8/2000         | 9/2000−8/2001         | 9/1995−8/2000       |
| Motordata                            |                    |                    |                    |                    |                    |                       |                       |                     |
| Motortype                            | R4-benzinmotor     | R4-benzinmotor     | R4-benzinmotor     | R4-benzinmotor     | R4-benzinmotor     | R4-benzinmotor        | R4-benzinmotor        | R4-benzinmotor      |
| Antal ventiler pr. cylinder          | 2                  | 2                  | 3                  | 3                  | 4                  | 4                     | 4                     | 4                   |
| Ventilstyring                        | DOHC, tandrem      | DOHC, tandrem      | OHC, tandrem       | OHC, tandrem       | DOHC, tandrem      | DOHC, tandrem         | DOHC, tandrem         | DOHC, tandrem       |
| Fødesystem                           | Multipoint         | Multipoint         | Monopoint          | Monopoint          | Multipoint         | Multipoint            | Multipoint            | Multipoint          |
| Trykladning                          | –                  | –                  | –                  | –                  | –                  | –                     | –                     | –                   |
| Køling                               | Vandkøling         | Vandkøling         | Vandkøling         | Vandkøling         | Vandkøling         | Vandkøling            | Vandkøling            | Vandkøling          |
| Boring × slaglængde                  | 70,8 × 78,9 mm     | 70,8 × 78,9 mm     | 82,0 × 64,8 mm     | 82,0 × 64,8 mm     | 86,4 × 67,4 mm     | 86,4 × 67,4 mm        | 80,5 × 78,4 mm        | 82,0 × 82,7 mm      |
| Slagvolume                           | 1242 cm³           | 1242 cm³           | 1369 cm³           | 1369 cm³           | 1581 cm³           | 1581 cm³              | 1596 cm³              | 1747 cm³            |
| Kompressionsforhold                  | 10,2:1             | 10,2:1             | 9,85:1             | 9,85:1             | 10,15:1            | 10,15:1               | 10,5:1                | 10,3:1              |
| Maks. effekt ved omdr./min.          | 60 kW (82 hk) 5500 | 59 kW (80 hk) 5000 | 55 kW (75 hk) 6000 | 59 kW (80 hk) 6000 | 66 kW (90 hk) 6000 | 76 kW (103 hk) 5750   | 76 kW (103 hk) 5750   | 83 kW (113 hk) 5800 |
| Maks. drejningsmoment ved omdr./min. | 113 Nm 4250        | 114 Nm 4000        | 112 Nm 2750        | 112 Nm 2750        | 140 Nm 4000        | 144 Nm 4000           | 145 Nm 4000           | 154 Nm 4400         |
| Udstødningsnorm                      | Euro2              | Euro3              | Euro2              | Euro2              | Euro2              | Euro2                 | Euro3                 | Euro2               |
| Kraftoverførsel                      |                    |                    |                    |                    |                    |                       |                       |                     |
| Drivende hjul                        | Forhjul            | Forhjul            | Forhjul            | Forhjul            | Forhjul            | Forhjul               | Forhjul               | Forhjul             |
| Gearkasse (standardudstyr)           | 5-trins manuel     | 5-trins manuel     | 5-trins manuel     | 5-trins manuel     | 5-trins manuel     | 5-trins manuel        | 5-trins manuel        | 5-trins manuel      |
| Gearkasse (ekstraudstyr)             | –                  | –                  | –                  | –                  | –                  | 4-trins automatisk    | 4-trins automatisk    | –                   |
| Præstationer1                        |                    |                    |                    |                    |                    |                       |                       |                     |
| Topfart                              | 173 km/t           | 173 km/t           | 168 km/t           | 170 km/t           | 177 km/t           | 180 km/t              | 180 km/t              | 190 km/t            |
| Acceleration 0-100 km/t              | 13,0 sek.          | 13,0 sek.          | 14,0 sek.          | 13,9 sek.          | 11,8 sek.          | 11,5 sek. (12,2 sek.) | 11,5 sek. (12,2 sek.) | 10,3 sek.           |

#### Dieselmotorer
|                                      | 1.9 D              | 1.9 TD             | 1.9 TD                    | 1.9 JTD                   | 1.9 JTD                   |
| Byggeår                              | 9/1995−12/1996     | 1/1997−8/2000      | 1/1997−9/1998             | 10/1998−8/2000            | 9/2000−8/2001             |
| Motordata                            |                    |                    |                           |                           |                           |
| Motortype                            | R4-dieselmotor     | R4-dieselmotor     | R4-dieselmotor            | R4-dieselmotor            | R4-dieselmotor            |
| Antal ventiler pr. cylinder          | 2                  | 2                  | 2                         | 2                         | 2                         |
| Ventilstyring                        | OHC, tandrem       | OHC, tandrem       | OHC, tandrem              | OHC, tandrem              | OHC, tandrem              |
| Fødesystem                           | Forkammer          | Forkammer          | Forkammer                 | Commonrail                | Commonrail                |
| Trykladning                          | –                  | Turbolader         | Turbolader, ladeluftkøler | Turbolader, ladeluftkøler | Turbolader, ladeluftkøler |
| Køling                               | Vandkøling         | Vandkøling         | Vandkøling                | Vandkøling                | Vandkøling                |
| Boring × slaglængde                  | 82,6 × 90,0 mm     | 82,0 × 90,4 mm     | 82,0 × 90,4 mm            | 82,0 × 90,4 mm            | 82,0 × 90,4 mm            |
| Slagvolume                           | 1929 cm³           | 1910 cm³           | 1910 cm³                  | 1910 cm³                  | 1910 cm³                  |
| Kompressionsforhold                  | 21,0:1             | 20,7:1             | 20,5:1                    | 18,45:1                   | 18,45:1                   |
| Maks. effekt ved omdr./min.          | 48 kW (65 hk) 4600 | 55 kW (75 hk) 4200 | 74 kW (101 hk) 4200       | 77 kW (105 hk) 4000       | 74 kW (101 hk) 4000       |
| Maks. drejningsmoment ved omdr./min. | 119 Nm 2000        | 147 Nm 2750        | 200 Nm 2250               | 200 Nm 1500               | 200 Nm 1500               |
| Udstødningsnorm                      | Euro2              | Euro2              | Euro2                     | Euro2                     | Euro3                     |
| Kraftoverførsel                      |                    |                    |                           |                           |                           |
| Drivende hjul                        | Forhjul            | Forhjul            | Forhjul                   | Forhjul                   | Forhjul                   |
| Gearkasse                            | 5-trins manuel     | 5-trins manuel     | 5-trins manuel            | 5-trins manuel            | 5-trins manuel            |
| Præstationer                         |                    |                    |                           |                           |                           |
| Topfart                              | 155 km/t           | 165 km/t           | 180 km/t                  | 185 km/t                  | 182 km/t                  |
| Acceleration 0-100 km/t              | 17,8 sek.          | 15,5 sek.          | 11,0 sek.                 | 10,6 sek.                 | 11,0 sek.                 |

## Udstyrsvarianter
Brava fandtes i følgende udstyrsvarianter:
- S (1,4, 1,6 og 1,9 D/TD)
- SX (1,2, 1,4, 1,6 og 1,9 D/TD/JTD)
- EL (1,6 og 1,9 TD)
- ELX (1,6, 1,8 og 1,9 TD/JTD)
- HSX (1,6 og 1,9 JTD)